# Kryptisches Mausohr

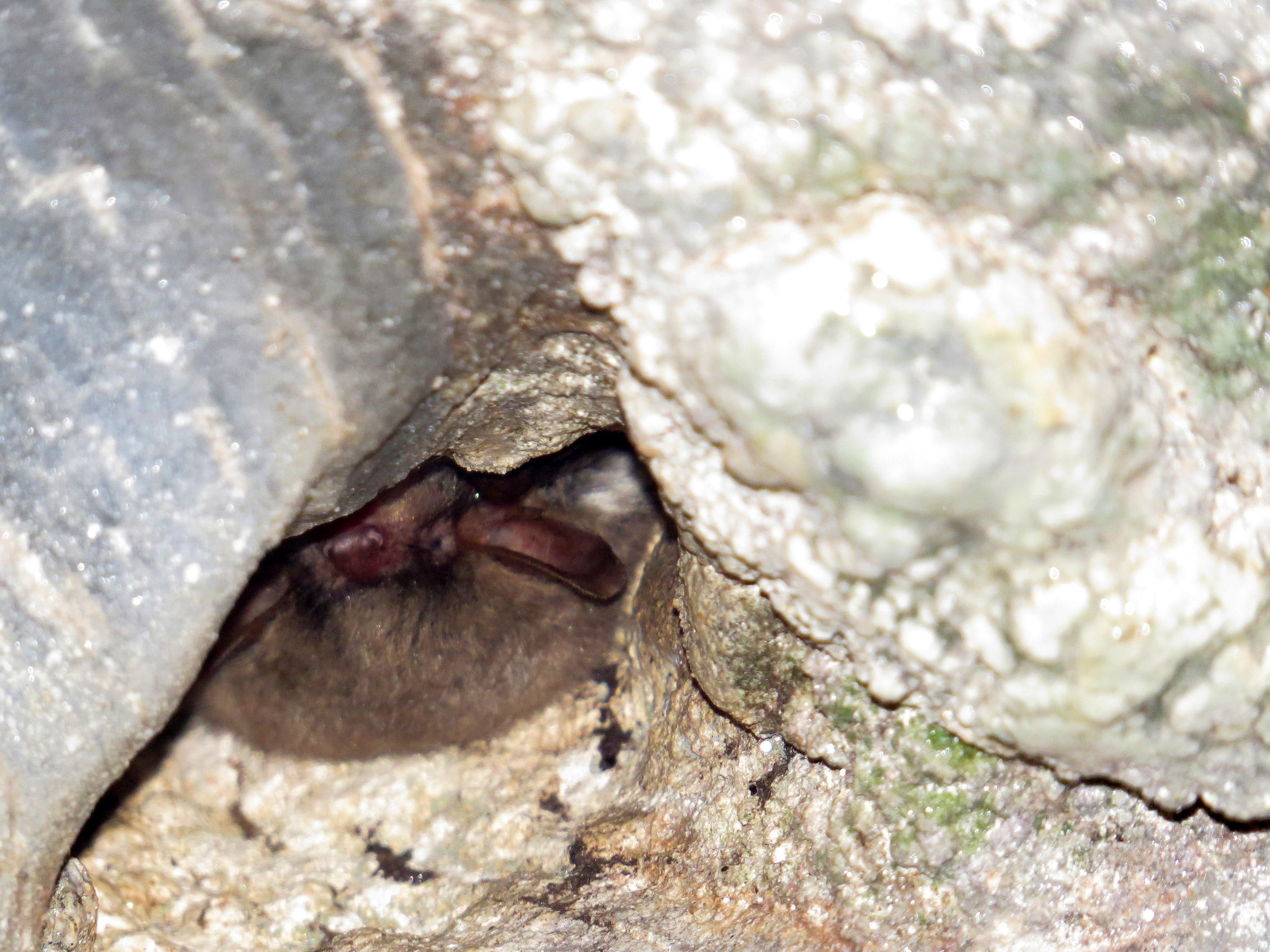
Kryptisches Mausohr in Courniou, Frankreich

Das Kryptische Mausohr (Myotis crypticus) ist eine Fledermausart aus der Familie der Glattnasen (Vespertilionidae). Sie ist der nächste lebende Verwandte der Fransenfledermaus (Myotis nattereri). Sie ist hauptsächlich in den europäischen Ländern am Mittelmeer verbreitet, vom Westen Spaniens bis nach Österreich, im Norden bis in die Schweiz und im Süden in großen Teilen Italiens. Populationen ähnlicher Fledermäuse in Süditalien und Sizilien weisen eine signifikante genetische Divergenz von Myotis crypticus auf und könnten daher eine einzigartige taxonomische Einheit darstellen, die mehr Studien erfordert. Sie ist in einer Vielzahl von Höhen zu finden in Höhen bis zu 1500 Metern über dem Meeresspiegel. Das Kryptische Mausohr ernährt sich in Wald- und Graslandlebensräumen und rastet in Baumhöhlen sowie in künstlich angelegten Strukturen. Im Herbst schwärmt Myotis crypticus in großer Zahl aus und überwintert an unterirdischen Standorten wie Spalten.

## Beschreibung
Forscher aus Sevilla, Montpellier und Genf konnten das Kryptische Mausohr mittels genauer genetischer und morphologischer Untersuchungen aus dem Artenkomplex der Fransenfledermaus als neue Fledermausart für die Schweiz beschreiben. 
Viel ist über die Art noch nicht bekannt, da sie bisher nicht von ihrer Schwesterart, der Fransenfledermaus, unterschieden wurde. Die Art kommt in der Westschweiz vor und lebt dort vor allem in Wäldern in allen Höhenlagen. Es wird angenommen, dass sie Baumhöhlen und verlassene Gebäude als Schlafplätze nutzt.
Das Kryptische Mausohr ist eine mittelgroße Fledermaus mit einer Unterarmlänge zwischen 36 und 40 mm und einem Gewicht von 5 bis 12 g. Die Flügelspannweite beträgt 24,5–30 cm. Das Gesamterscheinungsbild ist der Fransenfledermaus (Myotis nattereri) sehr ähnlich, mitsamt dem artentypischen mattbraunen Rückenfell.

## Lebensweise

### Nahrung
Aufgrund ihrer späten Entdeckung ist die Biologie des Kryptischen Mausohrs immer noch wenig verstanden. Aufgrund ihrer großen Ähnlichkeit mit der Fransenfledermaus jagt sie wahrscheinlich wie diese in geschlossenen Umgebungen und in der Nähe des Substrats, wo sie ihre Beute sammelt. In der Westschweiz ernährt sie sich von verschiedenen wirbellosen Tieren wie Spinnen und Raupen.

### Fortpflanzung
Brutkolonien befinden sich in Baumhöhlen, können aber auch in künstlich angelegten Strukturen leben. Im Herbst bildet das Kryptische Mausohr große Ansammlungen mit anderen Arten der Gattung Myotis an fürs ausschwärmen begünstigten Standorten zwischen 200 und 1500 m Seehöhe. Die Art überwintert in unterirdischen Ablagerungen und versteckt sich in Rissen. Trotz ihrer großen Ähnlichkeit mit der Fransenfledermaus hybridisieren diese zwei Arten nicht. Hierfür erkennen sie sich gegenseitig möglicherweise durch unterschiedliche Ultraschall- oder Geruchssignale.